# Halone
Halone é um gênero de traça pertencente à família Arctiidae.